# .25 ACP
La .25 ACP (o anche .25 Auto, 6,35x16SR e 6,35 Browning) è una cartuccia semi-rimmed introdotta da John Browning nel 1905, per la pistola tascabile semiautomatica FN M1905. Lo scopo era quello di costruire una munizione più affidabile della .22 LR, da usare nelle pistole semiautomatiche. Questa munizione divenne molto popolare per tutta la prima metà del ventesimo secolo, ma l'arma tascabile è stata copiata in tutto il mondo, propagando così anche le munizioni da 6,35 mm.
Essendo uno tra i calibri più piccoli esistenti, il suo proiettile dal peso di 3,3 grammi (50 grani) ha una velocità di 232 m/s (760 ft/s). In questo caso, a causa della bassa velocità iniziale e del fatto che sia blindato, la capacità lesiva può essere piuttosto scarsa. Tuttavia, nonostante le cartucce calibro 22 dotate di proiettili espansivi abbiano balistiche che sembrano migliori (perché misurati col fucile), le cartucce .25 ACP modernamente prodotte possono essere molto più efficaci, come la 25ACP-DEF di 22 grani (1,42 g), con velocità di 533 m/s ed energia di 204 joule (con Beretta 21).

## Armi che utilizzano il .25 ACP
- Beretta 950 Jetfire
- Beretta 21 bobcat
- Browning FN 1905
- Baby Browning FN 1931
- Colt Model 1908 Vest Pocket
- Jennings J-25
- Lercker pistol
- Raven MP-25
- Walther TPH